# Aaron Goldberg
Aaron Goldberg (Boston, 1974. április 30. –) amerikai dzsesszzongorista.
Amikor nem szólistaként lép fel, akkor általában Joshua Redman, Wynton Marsalis, Kurt Rosenwinkel és Guillermo Klein a társai.

## Pályakép
Hét évesen kezdett zongorázni és tizennégy évesen kezdett dzsesszt játszani. Középiskolásként  a Milton Jazz Program alapítójának mutatta be az improvizációt. Tizenhat éves korában  Jerry Bergonzi szaxofonostól is tanult.
New Yorkba költözött azért, hogy tanulhasson a New School for Jazz and Contemporary Music iskolában. Szabadidejét a zongorajáték gyakorlására fordította, amellett New York-i klubokban lépett fel.

## Lemezek

### Albumok
- Turning Point (1999)
- Unfolding (2001)
- Worlds (2006)
- Home (2010)

### Trió
- Live in Sevilla (feat. Mark Turner) (2003) Oam Trio
- Flow (2002) Oam Trio
- Trilingual (1999) Oam Trio

### Zenekarvezető
- More To Come (2007)
- Braid (2007)
- The Ancient Art Of Giving (2006)
- The Things I Am (2006)
- Emotionally Available (2006)
- In The Beginning (2003)
- In The Morning (2006)
- Can't Wait for Perfect (2006)
- By a Thread (2006)
- One Foot in the Swamp (2005)
- Roots, Branches, and Leaves (2002)
- Elbow Room (2005)
- One (2005)
- Unearth (2005)
- Ocean Avenue (2005)
- Vintage (2005)
- All Stars 10th Anniversary Tribute (2004)
- The Unquiet (2002)
- Passage of Time (2001)
- Beyond (2000)
- Times Change (2001)
- Swingin' (2001)
- Deelings (2001)
- Magali Souriau Orchestra Live at Birdland (2000)
- Live At Birdland (2000)
- Brand New World (2000)
- Introducing Jimmy Greene (2000)
- Empathy (1999)
- The Calling (1999)
- Serendipity (1998)
- Wham (1998)
- The Justin Mullins Quintet (1998)
- El Minautauro (1996)
- My Spirituals (1994)